# Zapporthorn
Zapporthorn är ett berg i Schweiz.   Det ligger i regionen Moesa och kantonen Graubünden, i den sydöstra delen av landet. Toppen på Zapporthorn är 3 155 meter över havet.
Den högsta punkten i närheten är Güferhorn, 3 383 meter över havet, 5,3 km nordväst om Zapporthorn.
Trakten runt Zapporthorn består i huvudsak av kala bergstoppar och isformationer.